# مجموعه تاریخی بزد
مجموعه تاریخی بزد مربوط به دوران‌های تاریخی پس از اسلام است و در شهرستان تربت جام، بخش مرکزی، روستای بزد واقع شده و این اثر در تاریخ ۲۵ اسفند ۱۳۷۹ با شمارهٔ ثبت ۳۲۳۶ به‌عنوان یکی از آثار ملی ایران به ثبت رسیده است.